# 大阪府立平野高等学校
大阪府立平野高等学校（おおさかふりつ ひらのこうとうがっこう、英称：Osaka Prefectural Hirano High School）は、大阪市平野区にある府立の高等学校。通称は「平高（ひらこう）」。

## 概要
平野区の南東部、大和川の南側にあたる地域に立地する。1980年に全日制普通科高等学校として開校した。1995年に環境科学コース、人間福祉コースを設置し、また2006年には標準コースを設置している。
地球と人間にやさしい学校作りをめざしており、文部科学省からグローブ指定と大阪府教育委員会からエコハイスクール指定を受けていた。「人間福祉コース」では介護職員初任者研修（旧ホームヘルパー2級）資格習得に対応する授業も開講され、同資格を取得する卒業生もいる。
敷地内には、国内最大級ともいわれるビオトープが設置され、環境学習などに活用されている。
2006年度入学の1年生より、1クラス30人学級を導入した。

## 沿革
1970年代の高校生急増期に対応して、地域から高校増設を求める声が上がった。平野区でも地域に公立高校増設を求める動きがあり、そのことに対応する形で、1979年に設置予算が議決され、翌1980年に開校した。
1995年4月には、大阪府の公立高校で初となる「環境科学コース」「人間福祉コース」を設置した。同時に制服も改定されている。1999年には、人工の自然農園（ビオトープ）の建設に着手し、2001年に完成した。

### 年表
- 1979年3月12日 - 大阪府議会において、仮称「府立第133高等学校」設立を議決。
- 1979年6月4日 - 府議会において第1期建築工事請負契約が承認議決される。この日を創立記念日とする。
- 1979年12月19日 - 大阪府条例の改正により、校名を「大阪府立平野高等学校」に決定
- 1980年1月1日 - 大阪府条例により大阪府立平野高等学校を設置。
- 1980年4月 - 開校。
- 1995年4月 - 大阪府立高校初の環境科学コース、人間福祉コースを設置。新1年生より制服を改定
- 2001年4月 - 校内農園（ビオトープ）竣工
- 2006年4月 - 標準コースを設置。1クラス30人学級の運営開始
- 2026年　閉校予定

## 卒業生
- 前田登（漫才師　はりけ〜んず）

## 交通
- 大阪シティバスおよび近鉄バス 恵我小学校前バス停よりすぐ
- Osaka Metro谷町線 長原駅より南へ約2km